# Anne Caufriez

Reúne as gravações feitas em Portugal, por Anne Caufriez e Michel Plumley

Anne Caufriez (La Bouverie,1945 – Bruxelas, 2024), foi uma etnomusicóloga belga, doutorada em música tradicional portuguesa. Foi directora do departamento de investigação e conservação do Museu dos Instrumentos de Bruxelas e presidiu a Sociedade Europeia de Etnomusicologia. 

## Percurso
Anne Caufriez nasceu no dia 22 de Maio de 1945, na Bélgica, em La Bouverie, vindo na morrer na capital belga em 2024. 
Em 1967, Anne Caufriez vem de férias a Portugal e permanece até 1970, durante este período regressa várias a França para ir buscar livros proibidos pelo Estado Novo que depois distribui. Ao longo destes três anos, percorre o país e descobre as polifonias cantadas pelas mulheres enquanto trabalham no campo e os cantares dos pescadores algarvios. 
Entre 1978 e 1983, vai até Portugal recolher material para o seu doutoramento em etnomusicologia que se debruçava sobre o romanceiro ibérico, escolhendo como área de estudo, a região de Trás-os-Montes, no nordeste de Portugal, em particular o concelho de Miranda do Douro, onde gravou entre outros, Adélia Garcia.  Em 1982, concluiu o seu doutoramento na École des Hautes Etudes en Sciences Sociales de Paris em música tradicional portuguesa. 
Trabalhava no CNRS, no laboratório de etnomusicologia, quando em 1987 decidiu aprofundar a sua investigação sobre a música portuguesa, continuando a estudar não só a música mirandesa, como as polifonias do Soajo, a música tradicional da Madeira, a influência judaica na música transmontana, entre outras. 
Foi nomeada directora do departamento de investigação e conservação do Museu dos instrumentos de Bruxelas em 1974. Em 1978, representou a Bélgica na conferência organizada pela UNESCO sobre a salvaguarda do folclore. 
Presidiu a Sociedade Europeia de Etnomusicologia. 

## Obras
É autora de vários livros e artigos sobre etnomusicologia: 
Livros
- 1981 - La Perenité du Romancero dans la Musique Paysanne du Trás-os-Montes (Portugal), 2 vols., Paris, EHESS [9]
- 1997 - Le Chant du Pain. Trás-os-Montes, editado pela Fundação Calouste Gulbenkian / Centro Cultural Calouste Gulbenkian de Paris, ISBN: 972-8462-01-8 [10][11][12]
- 1998 - Romances du Trás-os-Montes. Mélodies et Poésies, editado pelo Centro Cultural Calouste Gulbenkian de Paris [13][9]
- 2000 - Quelques aspects de la musique vocale mirandaise, editora Granito [14]

Artigos
- 1979 - Le Romance chanté au Trás-os-Monte, in Colóquio Artes, XLIII [9][10]
- 1986 - Recensão: Recolhas musicais da Tradição Oral Portuguesa, in Yearbook for Traditional Music [10]
- 1989 - La cornemuse du Trás-os-montes [15]
- 1999 - Les polyphonies du grain: Chants du maïs à Soajo [16]
- 2011 - Filmografia Completa de Michel Giacometti, editora Tradisom [17][18]
- 2019 - L’émigration historique des Juifs au Portugal. Quel est leur apport dans la musique traditionnelle du Trás-os-Montes? [6]

## Discografia
As suas gravações deram origem aos discos: 
- 1980 - Giava/Java, editora Albatros
- 1993 - Trás-os-Montes. Chants du Blé et Cornemuses de Berger, editado por Ocora, Radio France [9][7][20]
- 2001 - Raízes musicais da Terra de Miranda: Miranda do Douro, Mogadouro e Vimioso, editado por Sons da Terra [21]
- 2011 - Musique traditionnelle de Porto Santo (Madère-Portugal), editado pelos Archives Internationales du Musée d’Ethnographie de Genève [7][5]